# Gabillema
Gabillema är en vulkan i Etiopien.   Den ligger i regionen Afar, i den centrala delen av landet, 400 km nordost om huvudstaden Addis Abeba. Toppen på Gabillema är 1 459 meter över havet.
Terrängen runt Gabillema är huvudsakligen kuperad. Gabillema är den högsta punkten i trakten. Runt Gabillema är det mycket glesbefolkat, med 6 invånare per kvadratkilometer. Det finns inga samhällen i närheten. Omgivningarna runt Gabillema är i huvudsak ett öppet busklandskap.